# Fußball in England

Wappenschild der Football Association

Fußball ist der inoffizielle Nationalsport Englands und besitzt einen großen Stellenwert innerhalb der englischen Gesellschaft. Die ersten professionellen Strukturen des Fußballs wurden hier gelegt, bevor der Sport Anhänger in der ganzen Welt fand.

## Geschichte und Entwicklung
Die Wurzeln des Fußballs können in diversen Ballspielen gefunden werden, die in England schon vor einigen Jahrhunderten praktiziert wurden. Es dauerte jedoch bis zur Mitte des 19. Jahrhunderts, bis die Bemühungen um ein einheitlich akzeptiertes Regelwerk Erfolg hatten (Siehe auch: Geschichte des Fußballs).

## Die Football Association
The Football Association, allgemein bekannt als die „FA“, ist die bestimmende Fußballorganisation in England. Die Football Association wurde 1863 gegründet und ist somit der älteste Fußballverband der Welt. Alle professionellen englischen Fußballvereine müssen Mitglieder der FA sein und Tausende von halbprofessionellen und Amateurvereinen haben sich im Laufe der Zeit angeschlossen.
Die Organisation The Football League, 1888 ins Leben gerufen, war die erste professionelle Fußball-Liga der Welt. Seit der Gründung entstanden weitere Ligen und in der jüngsten Vergangenheit versuchte man verstärkt, die so entstandenen Ligen zu einer Pyramidenstruktur zu vereinen, um den Auf- und Abstieg zu ermöglichen. Die Motivation zu diesem Schritt ist, jedem Verein die Möglichkeit zum Aufstieg bis in die höchste Liga zu ermöglichen, egal welchen Status der Verein zu einer gegenwärtigen Zeit besitzt.

## Ligasystem

### Struktur
Höchste englische Spielklasse ist die Premier League, der 20 Teams angehören. Darunter befindet sich die English Football League, welche in drei Klassen mit je 24 Mannschaften eingeteilt ist. Diese insgesamt 92 Klubs sind alle Vollprofivereine. Alle 92 werden auch als League-Clubs bezeichnet, da bis einschließlich der Saison 1991/92 die Premier League als Division One die vierte Spielklasse der The Football League war. Vereine außerhalb dieser Gruppe werden als Non-League Clubs bezeichnet, obwohl diese in ihren „eigenen“, in sich geschlossenen Ligen spielen.
Die oberste Stufe des „Non-League“-Fußballs ist die Football Conference, welche als Spielklassen die National Division sowie eine Stufe darunter die Conference North und South mit je 22 Klubs beinhaltet. Einige dieser Klubs besitzen Vollprofi-Status, andere sind semiprofessionell. Unterhalb der Conference sind einige Klubs semiprofessionell, doch besteht die Mehrzahl aus reinen Amateurklubs.
Unterhalb der Football Conference gibt es drei regionale Fußball-Ligen, welche geographisch eingeteilt sind, sich aber oft überlappen: die Northern Premier League deckt den Norden Englands ab; die Southern League den Süden (ausschließlich Südostenglands), Mittelengland und Teile Wales’, sowie die Isthmian League, welche den Südosten abdeckt. Einige dieser Ligen haben eine Premier League, auf welche eine First Division folgt (mit Ausnahme der Southern League, welche eine First Division besitzt, welche in Nord und Süd gesplittet ist).
Einzig die Isthmian League besitzt mit der Second Division eine dritte Spielklasse, welche auf demselben Level in der Ligastruktur steht, wie die höchsten Spielklassen der North West Counties Football League, der Northern Counties East Football League, der Northern League, der Western Football League, der Wessex League, der Sussex County Football League, der Hellenic Football League, der Midland Football Alliance, der United Counties Football League, der Eastern Counties Football League, der Kent League, der Spartan South Midlands Football League, der Combined Counties Football League sowie der Essex Senior Football League.
Jede dieser Ligen besitzt einen unterschiedlichen Aufbau der Divisionen, aber eines haben sie alle gemeinsam: es gibt stets weitere Ligen darunter und diese decken einen immer kleineren geografischen Raum ab. In einigen Gebieten gibt es mehr als 20 Ebenen innerhalb des so aufgebauten Ligasystems. Die Ligen, die sich zwischen der fünften und elften Ebene erstrecken, sind kollektiv bekannt als National League System und werden fest von der FA kontrolliert.
Jede Liga verfügt über ein eigenes Regelwerk, folgt aber stets dem Prinzip, dass alle Vereine gegen alle anderen Ligateilnehmer zwei Partien ausspielen und mit drei Punkten für einen Sieg, einem Punkt für ein Unentschieden und keine Punkte für eine Niederlage in einem Spiel bedacht werden. Die Tabelle wird stets nach der Punkteanzahl sortiert, wobei der Verein mit der höchsten Punktezahl ganz oben und der Verein mit der niedrigsten Anzahl entsprechend unten in der Tabelle steht (weitere Regeln zur Sortierung bei gleicher Punktezahl variieren innerhalb der Ligen). Es existieren verschiedenartige Auf- und Abstiegsregeln und es ist jedem Team theoretisch möglich, auf eine beliebige Ebene zu klettern oder zu fallen. Dazu gibt es jedoch Mindeststandards, wie beispielsweise das Vorhandensein einer Flutlichtanlage oder eine bestimmte Sitzplatzanzahl im Stadion, die dazu führen können, dass einem Verein ein sportlich erzielter Aufstieg dennoch verwehrt wird.

### Die Premier League

Logo der Premier League

Die Premier League ist die höchste Spielklasse im englischen Fußball und besitzt 20 Vereine. Sie wurde 1992 gegründet, nachdem sich die englischen Topvereine von der „Football League“ erfolgreich losgesagt hatten, in dem Streben ihren Anteil an den Einnahmen zu verbessern und dabei unabhängig von niederklassigeren Vereinen zu sein. Weitere Verbindungen zu der „Football League“ blieben erhalten und am Ende jeder Saison steigen drei Vereine aus der Premier League ab und werden durch drei Vertreter aus der Football League Championship ersetzt.
Die Premier League zu gewinnen gilt als größter nationaler Erfolg und bringt die Qualifikation zur UEFA Champions League, Europas größtem Wettbewerb auf Vereinsebene. Zweit-, Dritt- und Viertplatzierte am Ende einer Premier-League-Saison qualifizieren sich ebenfalls direkt für die Champions League. Der fünftplatzierte Verein qualifiziert sich für den UEFA-Pokal, seit der Saison 2009/2010 Europa League, (in der Saison 2006/07 durfte Liverpool, obwohl am Ende der Saison 2005/06 lediglich auf dem fünften Platz abschließend, um sie nicht als Titelverteidiger der Champions League auszuschließen, erneut in dem Wettbewerb teilnehmen, musste jedoch bereits in der ersten Ausscheidungsrunde einsteigen). Zudem können sich der sechst- und siebtplatzierte Verein für den UEFA-Cup/Europa League qualifizieren. Dies ist genau dann möglich, wenn jeweils eine der vier besten Mannschaften aus der Premier League den FA Cup, englisches Pendant für den deutschen DFB-Pokal, oder den EFL Cup, gewinnt. Die Anzahl der englischen Vereine, die sich für die europäischen Wettbewerbe qualifizieren wird von der UEFA festgelegt und richtet sich nach den Resultaten der vergangenen Jahre.

### The Football League / English Football League
Obwohl The Football League (seit 2016 English Football League) die weltweit älteste Liga ist, rangiert sie nur auf dem zweiten Platz in der Hierarchie des englischen Fußballs, nachdem die englischen Spitzenvereine 1992 austraten, um die Premier League zu gründen. Die Football League besitzt 72 Mitglieder und ist in drei gleich große Divisionen unterteilt: die Football League Championship, Football League One und Football League Two.

### Reserveligen
Viele Vereine besitzen Reservemannschaften in separaten Ligen; in einigen unteren Regionen spielen Reserveteams gegen erste Mannschaften anderer Vereine. Die Hauptligen für Reserveteams von Profivereinen sind die Professional Development League und die Central League.

### Das System
Die Darstellung in dem Unterartikel Fußball-Ligasystem in England verdeutlicht die Funktionsweise des Systems. Für jede Division wird die offizielle Bezeichnung, der gesponserte Name (der sich häufig deutlich von der offiziellen Darstellung unterscheidet) und die Anzahl der in der Liga spielenden Vereine angegeben. Vereine der jeweiligen Division steigen in die darüberliegende(n) Division(en) auf und in die darunterliegende(n) Division(en) ab.

## Pokalwettbewerbe

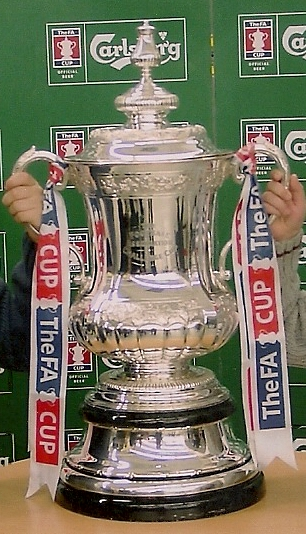
Der FA-Cup-Pokal

Die beiden wichtigsten Pokalwettbewerbe sind der FA Cup und der EFL Cup. Einige weitere nationale Pokale richten sich an Vereine in den verschiedenen Spielklassen.

### Der FA Cup
Der 1872 erstmals verliehene FA Cup ist der älteste und berühmteste nationale Pokalwettbewerb der Welt. Weit über 700 Vereine in den höheren Klassen können daran teilnehmen. Der FA Community Shield wird dann jeweils in einem Spiel im August zwischen dem FA-Cup-Sieger und dem englischen Meister ausgetragen.

### Der EFL Cup
Der EFL Cup (bis 2016 Football League Cup) ist der zweitwichtigste englische Pokalwettbewerb und wird unter 92 Vereinen der Premier League und der English Football League ausgespielt. Erstmals wurde er 1960/61 ausgetragen.

### Andere Pokalwettbewerbe
Die EFL Trophy, zurzeit bekannt unter dem Namen seines Sponsors als Checkatrade Trophy, ist ein Wettbewerb für Vereine der Football League One und Football League Two sowie einer Anzahl von speziell aus der Football Conference eingeladenen Vereine.
Die FA Trophy steht den führenden Vereinen der unterhalb der Football League angesiedelten Klassen zur Verfügung und die FA Vase den Vereinen, die noch weiter unterhalb dieser Klassen spielen. Die FA Trophy und FA Vase ersetzen den ehemaligen FA Amateur Cup, der über viele Jahre hinweg der wichtigste Wettbewerb für Amateur-Vereine war. Vereine, die in Ligen spielen, die selbst für die FA Vase zu niedrig sind, spielen den FA National League System Cup aus. Der FA Sunday Cup ist ein Pokal für die Teams des Sunday League Footballs.
Andere, aktuell nicht mehr ausgespielte Pokalwettbewerbe sind unter anderem:
- Full Members Cup
- Football League Super Cup
- Anglo-Italian Cup
- Anglo-Scottish Cup
- Texaco Cup
- Watney Cup

Nach Ebene 11 werden die Pokalspiele regional organisiert und ausgetragen.

## Fußball in den verschiedenen Regionen Englands
Die erfolgreichsten Fußballregionen sind zumeist in den großen Städten verankert, obwohl einige Teams aus kleineren Städten in der Vergangenheit ebenfalls Erfolge feiern konnten.

### London
London ist die geographische „Fußballhauptstadt“ Englands mit in der Saison 2019/20 fünf in der Premier League vertretenen Vereinen: Dem FC Chelsea, dem FC Arsenal, Tottenham Hotspur, West Ham United und Crystal Palace. In den 1950er Jahren waren die Erfolge für Londoner Vereine spärlich gesät, auch wenn Tottenham und Chelsea insgesamt drei Meisterschaften gewannen.
Tottenham Hotspur dominierte den Fußball in London während der 1960er Jahre. Im Jahr 1961 gelang ihnen als erstem englischen Verein des 20. Jahrhunderts das Double aus Meisterschaft und FA Cup. Sie verteidigten den Pokal im darauffolgenden Jahr, um 1963 dann erfolgreich im Europapokal der Pokalsieger zu sein. Ein weiterer Triumph im FA Cup folgte 1967 und das Team von Bill Nicholson wurde zu einem der besten englischen Mannschaften überhaupt. Der einzige Verein, der in den 1960er Jahren einigermaßen mithalten konnte, war West Ham United, der den FA Cup 1964 sowie den Europapokal der Pokalsieger 1965 erringen konnte. Der Mannschaftskapitän von West Ham war Bobby Moore, der 1966 die englische Nationalmannschaft zum Weltmeisterschaftstitel führte.
Auch die 1970er gingen einher mit Erfolgen für die Londoner Vereine. Arsenal war das erst zweite Team des 20. Jahrhunderts, das das Double aus Meisterschaft und FA Cup unter der Regie des damaligen Trainers Bertie Mee gewinnen konnte. Die Gunners konnten 1979 erneut den FA Cup gewinnen, aber am Ende des Jahrzehnts waren sie hinter den besten englischen und europäischen Vereinen zurückgefallen. Tottenhams Erfolge in den 1970er Jahren waren der Gewinn des UEFA-Cups 1971 und des League Cups 1973, aber kurz darauf stiegen sie 1977 in die Second Division, damals die zweite englische Liga, ab, obwohl kurz darauf der Wiederaufstieg gelang und seitdem der Verein ununterbrochen in der höchsten Liga spielt. West Ham erzielte seinen Erfolg in den 1970er Jahren durch einen Sieg im Finale des FA Cups 1975, als sie mit Fulham einen weiteren Verein aus London besiegten. Chelsea begann das Jahrzehnt als FA-Cup-Gewinner im Jahr 1970 und als Sieger im Europapokal der Pokalsieger nur ein Jahr später. Gegen Ende des Jahrzehnts war das Ende des Vereins aufgrund eines stetig wachsenden Schuldenbergs und dem Abstieg in die Second Division dem Konkurs nahe.
Der erfolgreichste Verein Londons in den 1980er Jahren war Tottenham, der den FA Cup in den Jahren 1981 und 1982 genauso gewann wie den UEFA-Cup 1984. Arsenal gewann seinen allerersten League Cup 1987 und dem folgte zwei Jahre später die erste Meisterschaft seit 18 Jahren, die erst in den letzten Sekunden durch einen Sieg gegen Liverpool über die Tordifferenz gesichert werden konnte. West Ham konnte sich ebenfalls in die Siegerlisten eintragen, als man sich 1980 den FA Cup sicherte. Sie sind damit bis heute das letzte Team, das den Pokal gewinnen konnte und dabei nicht der obersten englischen Liga angehörte. Der ruhmreichste Erfolg eines Londoner Vereins in den 1980er Jahren war jedoch der sensationelle 1:0-Sieg des FC Wimbledon gegen Liverpool im FA-Cup-Finale in der erst elften Saison von Wimbledon als Ligaverein und der zweiten Spielzeit in der höchsten Klasse. Mit diesem Sieg verhinderten sie das zweite Liverpooler Double aus Meisterschaft und FA Cup in Folge, was bis zum heutigen Tag noch keinem Verein gelungen ist.
In den 1990er Jahren war Arsenal zweifacher Meister. Sie gewannen den Titel der First Division (heute: Premiership) im Jahr 1991 bei nur einer Niederlage in 38 Ligaspielen und im Jahr 1993 konnten sie die beiden nationalen Pokalwettbewerbe für sich entscheiden. 1994 war das Jahr des Siegs im Europapokal der Pokalsieger und 1998 gewannen sie das Double aus Meisterschaft und FA Cup. Chelsea konnte in dieser Zeit auch gute Ergebnisse vorweisen, als sie den FA Cup im Jahr 1997, und sowohl den Europapokal der Pokalsieger als auch den League Cup ein Jahr später gewannen. Im Jahr 2000 gewann sie den ersten FA Cup des 21. Jahrhunderts und das letzte Finale im alten Wembley-Stadion. Tottenham Hotspur konnte in den 90ern durch den Gewinn der FA Cups 1991 und des League Cups 1999 ebenfalls Erfolge feiern.
Im neuen Jahrtausend gewannen Londoner Vereine siebenmal die Premier League. In den Jahren 2002 und 2004 der FC Arsenal und 2005, 2006, 2010, 2015 und 2017 der FC Chelsea. Dabei blieben die Gunners in der Saison 2003/04 ungeschlagen, während der FC Chelsea zum einen in der Saison 2004/05 einen Punkterekord aufstellte (95) und nur 15 Gegentore kassierte, zum anderen bei der Meisterschaft 2010 erstmals seit 1963 die 100-Tore-Marke überschritt. Den FA Cup gewann Arsenal dreimal und Chelsea zweimal. Auch im League Cup siegten mit dem FC Chelsea (zweimal) und Tottenham Hotspur (einmal) Londoner Vereine. International reichte es für Arsenal und Chelsea aber lange Zeit nur zu Final-Teilnahmen, nicht aber zu Siegen: Arsenal London verlor im Champions-League-Finale 2006 1:2 gegen den FC Barcelona, während der FC Chelsea im Finale 2008 Manchester United erst im Elfmeterschießen 6:7 unterlag. Erst in der Saison 2011/12 gelang Chelsea ein internationaler Erfolg: Im Finale der Champions League gewann Chelsea gegen den FC Bayern München mit 5:4 nach Elfmeterschießen.

### Zentralengland
Die Vereine aus dem Zentrum Englands haben über die Jahre verschiedenartige Erfolge erzielt.
Aston Villa war der zweite Verein in der englischen Fußballgeschichte, der das Double aus Meisterschaft und FA Cup gewinnen konnte. Dieser Erfolg 1897 konnte im Anschluss über 60 Jahre lang von keinem englischen Verein wiederholt werden. Villa ist häufig der dominierende Verein im Zentrum Englands gewesen, obwohl dies auch an der Schwäche der anderen Vereine aus der Region lag und Villa spielte zumeist in den 1990er und in der zweiten Hälfte der 1980er Jahre als einziger Vertreter der Midlands in der höchsten englischen Spielklasse. In den letzten Jahren werden sie immer wieder von den Vereinen Birmingham City, West Bromwich Albion und den Wolverhampton Wanderers begleitet. Villa ist siebenfacher FA-Cup-Sieger, wobei der letzte Erfolg aus dem Jahr 1957 stammt und sie zu dieser Zeit Rekordsieger waren, bis Tottenham Hotspur im Jahr 1982 den Rekord zunächst einstellte und 1991 dann übernahm. Der größte Erfolg von Aston Villa in der jüngeren Geschichte war die Meisterschaft im Jahr 1981 und ein Jahr später sogar der Gewinn des Europapokals der Landesmeister. Dann jedoch entwickelte sich der Verein abwärts und stieg 1987 ab. Nach nur einem Jahr gelang ihnen der Wiederaufstieg und sie waren seitdem stets präsent in der höchsten englischen Spielklasse. Sie wurden Vizemeister in der Saison 1992/93 und gewannen den League Cup zweifach in den 1990er Jahren, wobei sie sich jedoch ansonsten eher im Mittelfeld der Premier League orientierten.
West Bromwich Albion ist einer der ruhmreichsten Vereine im englischen Fußball, wobei sie jedoch zumeist in den letzten 25 Jahren nicht der Eliteliga angehörten. Während des späten 19. Jahrhunderts konnten sie zweimal den FA Cup gewinnen und fügten später weitere Pokalsiege in den Jahren 1931, 1954 und 1968 hinzu. Die bis heute einzige Meisterschaft gewannen sie 1920 und es folgte 1966 der ebenfalls einzige Sieg im League Cup. Obwohl der Verein seit 1968 keinen weiteren Titel mehr hinzufügen konnte, konnten sie sich in den späten 1970er und 1980er Jahren unter Ron Atkinson als Spitzenverein etablieren. Sie schlossen die erste Liga 1980 auf dem vierten Platz ab und erreichten im Jahr darauf das Viertelfinale des UEFA-Pokals. Nachdem Atkinson jedoch zu Manchester United gewechselt hatte, begann Albions schneller Niedergang bis hinunter in die Third Division, in die man erstmals abstieg. 1993 konnte dieser Makel durch den Wiederaufstieg ausgeräumt werden und nach neun Spielzeiten in der neu eingerichteten Division One kehrten sie 2002 durch den zweiten Platz am Ende der Saison in die höchste Spielklasse zurück. Seitdem wechselten Auf- und Abstieg miteinander ab. In den Spielzeiten 02/03, 04/05, 05/06 und 08/09 spielten sie in der Premier League, in den Spielzeiten 03/04, 06/07, 07/08 und 09/10 spielten sie eine Liga tiefer. Am Ende der Saison 2004/05 rettete sich das Team am letzten Spieltag, als sie mit einem Sieg die 3 davor platzierten Mannschaften noch überholten. Dabei hatte das Team mit 34 Punkten weniger als jede andere Mannschaft geholt, die die Klasse seit Beginn der Drei-Punkte-Regel gehalten hat. Mit nur sechs Siegen stehen in dieser Kategorie auch die wenigsten Siege zu Buche. In der darauffolgenden Saison verließ den Verein jedoch das Glück und als Tabellenvorletzter kehrte WBA in die Zweitklassigkeit zurück.
Die Wolverhampton Wanderers sind, wie die Nachbarn und erbitterten Rivalen von West Bromwich Albion, ein berühmter Verein mit einigen Schwierigkeiten in den letzten 25 Jahren. Die goldene Ära war in den 1950ern, als sie von Stan Cullis trainiert und von Mannschaftskapitän Billy Wright angeführt wurden. In dieser Zeit gewannen sie drei Meisterschaften, einen FA Cup und erreichten in der Saison 1959/60 das Viertelfinale des Europapokals der Landesmeister. Nach dem FA-Cup-Sieg im Jahr 1960 musste der Verein 14 Jahre auf einen weiteren Titel warten und gewann 1974 den League Cup, wobei sie zuvor 1971 das Finale des Messepokals erreicht hatten. Nachdem sie diesen Erfolg 1980 wiederholt hatten, blieben die Wolves anschließend ohne Titel und gehörten nur in drei Spielzeiten der ersten Liga an. Nach dem Abstieg im Jahr 1981 konnten sie zwar nur ein Jahr später den Wiederaufstieg feiern, um jedoch anschließend wieder die Klasse nicht halten zu können. Ab dem Jahr 1984 mussten sie als zweites Team überhaupt in der Geschichte drei aufeinanderfolgende Abstiege hinnehmen und fanden sich im Anschluss in der Fourth Division wieder. In dieser Zeit entkam sie dem Bankrott in zwei Fällen nur knapp. Als daraufhin Jack Hayward den Verein aufkaufte und mit Steve Bull ein neuer Torjäger heranreifte, konnte dieser Negativtrend umgekehrt werden. Bis zum Jahr 1989 konnten sie sich durch zwei direkte Aufstiege in die zweite Liga zurückkehren, in der sie jedoch in den nächsten 14 Jahren verbleiben sollten. In den Jahren 1995, 1997 und 2002 verpassten sie den Aufstieg in die Premier League nur knapp, was ihnen dann im Jahr 2003 jedoch gelingen sollte. Nachdem sie dort nur ein Jahr verweilen konnten und abstiegen, gelang es ihnen in den nächsten 4 Jahren nicht, sich wieder für die Premier League zu qualifizieren. Erst in der Saison 2008/09 gelang der Wiederaufstieg.
Birmingham City ist einer der größten Fußballvereine in Zentralengland, besitzt eine große Schar an Fans und ist im Besitz von David Gold, einem der reichsten Männer in Großbritannien. Sie befanden sich zumeist im Schatten des Lokalrivalen Aston Villa und reihten sich häufig auch erst hinter den Wolves und West Bromwich Albion ein. Die Blues konnten mit dem League Cup 1963 erst einen Titel gewinnen und konnten bisher nie einen der ersten sechs Plätze der höchsten Spielklasse belegen. 1986 war der Startpunkt für eine 16-jährige Abwesenheit vom Erstligafußball. Nachdem Birmingham City 1989 sogar den Gang in die dritte Liga hatte antreten müssen, kehrten sie zunächst 1992 in die zweite Liga zurück, nur um zwei Jahre später wieder drittklassig zu werden. Nach dem unmittelbaren Wiederaufstieg im darauffolgenden Jahr kehrten sie 2002 endgültig ins Oberhaus zurück und erreichten im ersten Jahr die höchste Platzierung aller Vereine aus den Midlands, was ihnen seit den 1970er Jahren nicht mehr gelungen war. In der Saison 2005/06 stieg Birmingham wiederum in die Football League Championship ab um nach 3 Jahren 2008/09 wieder aufzusteigen.
Coventry City wird, obwohl im Westen der Midlands gelegen, oft nicht als Team aus den Midlands angesehen. Dennoch hat dieser Verein einen gewichtigen Stellenwert im englischen Fußball, vor allem innerhalb der letzten 40 Jahre. Nach der Zweitligameisterschaft 1967 und dem damit verbundenen Aufstieg in die höchste Spielklasse, hielt sich Coventry trotz aller entgegengesetzter Prognosen 34 Jahre lang in der ersten Liga. Die Sky Blues haben dieser Zeit nie einen der vorderen Plätze belegt und schlossen die Liga in keiner Saison besser als auf dem sechsten Platz ab, aber ihnen gelang ein überraschender Sieg im FA Cup 1987, als sie Tottenham mit 3:2 schlugen. Dies war die erste und bis heute einzige Finalteilnahme von Coventry City und Tottenham hat im Anschluss alle sieben Endspiele im FA Cup gewonnen. Coventry war Gründungsmitglied der 1992 installierten Premier League und spielte dort insgesamt neun Jahre lang, konnten jedoch nie eine Saison oberhalb des elften Platzes abschließen und profitierten bei dem Klassenerhalt im Jahr 1997 von einem 3-Punkte-Abzug des FC Middlesbrough. Weniger Glück hatten sie dann zum Abschluss der Saison 2000/01, als sie aus der Premier League abstiegen. Coventry ist seitdem Teil der zweiten englischen Liga.
Ein weiterer Verein aus den Midlands ist Stoke City. Der vermutlich zweitälteste professionelle Fußballklub der Welt spielte seit seiner Gründung immer wieder in der jeweils höchsten Spielklasse, es folgten aber auch Phasen in der zweiten und sogar dritten englischen Liga. In der Saison 2007/08 stieg der Klub das erste Mal nach 23 Jahren in die höchste Spielklasse auf uns spielt seitdem in der Premier League. Der größte Erfolg des Teams ist ein Sieg im League-Cup 1972.

### Manchester
Manchester ist eine der stärksten Fußballstädte Englands und weltweit und nahezu alle historischen Ereignisse im Fußball der Stadt Manchester sind eng mit dem Verein Manchester United verbunden.
Manchester United gewann mit der englischen Meisterschaft im Jahr 1908 seinen ersten Titel und ließ 1909 den FA Cup und 1911 die zweite Meisterschaft folgen. Danach blieb United 37 Jahre ohne Titel. Zwischen den beiden Weltkriegen pendelte das Team permanent zwischen der ersten und zweiten Liga und der Verein hatte stets mit finanziellen Problemen zu kämpfen. Die Situation schien sich auch weiterhin nicht zu verbessern bis 1945 mit Matt Busby ein neuer Trainer engagiert wurde. Seit diesem Zeitpunkt kann Manchester United über eine nahezu lückenlose Erfolgsgeschichte als englisches und zumeist auch europäisches Spitzenteam verweisen. Die erste große Mannschaft setzte sich aus einigen Neuverpflichtungen Busbys und einer Handvoll Spielern der späten 1930er Jahre zusammen und beendete mit dem Gewinn des FA Cups im Jahr 1948 die titellose Zeit. Die Erfolgsspur wurde in die 1950er Zeit hineingezogen und wurde gekrönt durch die Meisterschaft 1952. Nachdem Spieler wie der Mannschaftskapitän Johnny Carey mittlerweile in die Jahre gekommen waren, wurde ein Neuaufbau nötig. Anstatt nun neue Spieler für viel Geld einzukaufen, entschloss sich Busby dafür, seine alternden Spieler durch junge Talente zu ersetzen, die schon bald einen Bekanntheitsgrad als Busby Babes bekommen sollten. Diese legendäre Mannschaft wurde 1956 erneut englischer Meister, aber die Träume von weiteren Erfolgen wurden jäh durch die Ereignisse vom 6. Februar 1958 in München beendet. Acht Spieler starben und zwei weitere musste ihre Karriere verletzungsbedingt beenden, als nach einem Spiel gegen das jugoslawische Roter Stern Belgrad das Flugzeug, das die Spieler von Manchester United nach England zurückfliegen sollte, während des Abflugs in einem Schneesturm verunglückte. Busby selbst musste zwei Monate im Krankenhaus verbringen und kehrte zur neuen Saison zurück. Er baute die Mannschaft um die Überlebenden der Katastrophe neu auf und komplettierte diesen Prozess bis zum Gewinn des FA Cups im Jahr 1963. Sie konnten daraufhin 1965 und 1967 die Meisterschaft gewinnen und waren 1968 das erste englische Team, das den Europapokal der Landesmeister gewinnen konnte. Nur ein Jahr später trat Busby zurück und ihm folgten Spieler wie Bobby Charlton und Bill Foulkes, während die Karriere von George Best aufgrund seiner zunehmenden Alkoholprobleme ebenfalls einen deutlichen Abwärtsknick erfuhr. Somit wurde eine erfolgreiche Ära zunächst einmal beendet und Manchester United stieg 1974 in die zweite Liga, erstmals seit den 1930er Jahren, ab. Ironischerweise wurde der Abstieg durch Denis Law, ehemaliger Spieler von Manchester United, besiegelt, als er den entscheidenden Treffer des Lokalrivalen Manchester City erzielte. Nach nur einem Jahr kehrte United unter dem neuen Trainer Tommy Docherty zurück. Sie gewannen 1977 erneut den FA Cup, aber Docherty musste zurücktreten, nachdem ihm eine Affäre mit der Frau des Physiotherapeuten des Vereins nachgewiesen worden war. Sein Nachfolger Dave Sexton arbeitete vier Jahre mit nur mäßigem Erfolg und wurde 1981 entlassen. Sextons Nachfolger Ron Atkinson hatte mehr Erfolg und konnte 1983 und 1985 jeweils den FA Cups gewinnen, bevor auch er 1986 seinen Job verlor. Seitdem ist ununterbrochen Sir Alex Ferguson als Trainer aktiv und kann auf eine lange Titelserie verweisen. Diese Serie wurde eingeleitet durch den Gewinn des FA Cups 1990 und dem ersten europäischen Titelgewinn eines englischen Vereins nach der Katastrophe im Heysel-Stadion mit dem Europapokal der Pokalsieger im Jahr 1991. Die erste Meisterschaft seit 1967 war 1992 greifbar nahe, aber sie unterlagen letztendlich Leeds United und mussten sich mit dem League Cup zufriedengeben. Seit der Einführung der Premier League hat United acht Meisterschaften gewonnen, wobei 1994 und 1996 noch der FA Cup hinzugefügt werden konnte. Den größten Erfolg konnte der Verein jedoch 1999 erringen, als das bisher einzige Tripel der englischen Fußballgeschichte aus Meisterschaft, FA-Cup-Sieg und Champions-League-Titel gewonnen wurde und zum Ritterschlag für Ferguson wurde. Manchester United hat bis heute 16 Meisterschaften, 11 FA-Cup-Siege, zwei europäische Landesmeistertitel, einen Pokalsiegertitel und einen League Cup gewonnen, was bisher von keiner anderen Mannschaft übertroffen wurde.
Obwohl Manchester City zumeist deutlich im Schatten des benachbarten Manchester United stand, hatte auch dieser Verein einige Momente des Erfolgs. Sie haben vier Meisterschaften, fünf FA-Cup-Trophäen, einen Europapokal der Pokalsieger und einen League Cup gewonnen, wobei der zuletzt genannte Erfolg im Jahr 1976 den letzten Titel markierte. In den vergangenen Jahren haben sie sich einen Ruf als Fahrstuhlmannschaft erworben, nachdem sie mehrfach aus den Ligen auf- und abgestiegen waren. In den 1980er Jahren pendelten sie permanent zwischen der ersten und zweiten Liga, nachdem eine Serie von verantwortlichen Trainern zwar viel investiert hatte, aber dies nicht in Erfolge hatte umsetzen können. In den 1990er Jahren begann City als eines der besten zehn Teams in England, fand sich jedoch unmittelbar später im Abstiegskampf wieder und musste nach Abschluss der Saison 1995/96 den Gang in die zweite Liga antreten. Zwei Jahre später stieg der Verein sogar, zum ersten Mal in der eigenen Geschichte, in die dritte Liga ab. Nach zwei aufeinanderfolgenden Aufstiegen feierte der Verein in der Saison 2000/01 sein Comeback in der Premier League und obwohl sie direkt danach wieder in die zweite Liga zurückkehren mussten, etablierten sie sich durch den unmittelbar folgenden Wiederaufstieg in Englands Eliteklasse.

### Liverpool
Liverpool ist die zweitstärkste englische Fußballstadt nach Manchester und ist seit Beginn der Football League im Jahr 1888 durch eines oder beide Teams vertreten.
Der FC Liverpool ist der erfolgreichste englische Fußballverein. Die große Zeit begann 1959, als Bill Shankly den Posten des Trainers antrat. Seit dieser Zeit hat sich Liverpool einen Berühmtheitsgrad erworben, mit dem nur noch die Beatles vergleichbar sind. Nachdem sie bereits zuvor fünf Meisterschaften errungen hatten, gewannen sie 1964 erstmals den FA Cup und bis zu dem Zeitpunkt, als Shankly 1974 zurücktrat, fügte er der Sammlung vier Meisterschaften, zwei FA Cups und einen UEFA-Pokal hinzu. Shanklys Nachfolger Bob Paisley war noch erfolgreicher und in seine neunjährige Amtszeit fielen sechs Meisterschaften, drei League-Cup-Ausgaben, ein FA Cup, ein weiterer UEFA-Pokal und sogar dreimalig den Europapokal der Landesmeister; ein Rekord, dem bis zur Manchester United-Ära unter Sir Alex Ferguson bis zum Jahr 2001 nichts Vergleichbares folgte. Paisley trat 1983 zurück und der neue Trainer Joe Fagan verweilte nur zwei Spielzeiten beim FC Liverpool. Er verabschiedete sich jedoch mit einem einzigartigen Tripel aus englischer Meisterschaft, Landesmeisterpokal und League Cup. Fagans Rücktritt fiel zusammen mit dem Verlust des Meistertitels, als ausgerechnet der Lokalrivale FC Everton ihnen nachfolgte. Weitaus gravierender waren jedoch die Vorkommnisse kurz vor Anpfiff im Finale des Landesmeisterwettbewerbs gegen Juventus Turin im Brüsseler Heysel-Stadion. Heftige Ausschreitungen auf dem Zuschauertribünen hatten 39 tote Juventus Turin-Fans zur Folge und führten zu einem fünfjährigen Ausschluss für alle englischen Vereine bezogen auf europäische Fußballwettbewerbe, was 1990 für Liverpool sogar noch um ein Jahr verlängert wurde. Unabhängig von der Sperre entwickelte sich Liverpool unter Fagans Nachfolger und damals erst 33 Jahre altem Spielertrainer Kenny Dalglish auf heimischem Territorium prächtig. In seiner ersten Saison konnte Dalglish das Double aus Meisterschaft und FA Cup gewinnen. Nach der Meisterschaft 1988, dem erneuten FA-Cup-Sieg 1989 und wiederum einer Meisterschaft 1990 beendete er überraschend seine Liverpooler Zeit. Er wurde durch Graeme Souness, einem weiteren ehemaligen Spieler Liverpools, ersetzt, in dessen dreijährige Ägide mit dem FA Cup 1992 lediglich ein Titel fiel und die Entlassung im Januar 1994 mitverursachte. Der nächste Trainer war Roy Evans, der seit den 70ern im Liverpooler Trainerstab gearbeitet hatte. Er gewann 1995 mit der Mannschaft den League Cup, wurde jedoch 1998 durch den Frankreich Gérard Houllier ersetzt, nachdem es ihm nicht gelungen war, den lange ersehnten nächsten Meistertitel an die Anfield Road zu holen. Houlliers Zeit brachte in dieser Hinsicht keine weitere Verbesserung, wobei das Tripel aus League Cup, FA Cup und UEFA-Cup im Jahr 2001 jedoch zweifellos ein Höhepunkt war. Es folgte der Spanier Rafael Benítez, der mit dem Verein in der Saison 2004/05 die Champions League gewann und so mit dafür sorgte, dass in der europäischen Eliteliga in der Saison 2005/06 erstmals fünf englische Vereine vertreten waren (Liverpool wurde als Titelverteidiger, der sich nicht für die nächste Saison qualifiziert hatte, eine Sonderregelung eingeräumt, wodurch sie einen Platz in der Champions-League-Qualifikation bekamen, wo sie sich durchsetzten). Nachdem er mit den "Reds" in der Saison 2009/10 lediglich den siebten Tabellenplatz erreicht hatte, wurde er von Roy Hodgson abgelöst.
Der FC Everton stand häufig im Schatten des großen Nachbars aus Liverpool, dessen Mannschaft nur einige hundert Meter auf der anderen Seite des Stanley Parks spielt. Everton spielte ursprünglich bis 1892 im Anfield-Stadion, als ein Streit mit ihrem Gutsherren dafür sorgte, dass der Verein in den Goodison Park umzog, während der FC Liverpool seinerseits nach Anfield umzog. Everton gewann eine Reihe von Meisterschaften und FA Cups in den 1920er, 1930er und 1960er Jahren und sind das einzige Team, das 100 Jahre in der obersten Liga gespielt hat. Die letzte große Zeit fiel in die 1980er Jahre, als Goodison eines der gefürchtetsten Stadien für die Gegner war. Der Trainer Howard Kendall führte das damalige Team im Jahr 1985 zur Meisterschaft und zum Sieg im Europapokal der Pokalsieger und lediglich die Niederlage gegen Manchester United im FA-Pokal verhinderte das Triple. Ihnen wurde nach der Heyselstadion-Katastrophe der Platz im europäischen Wettbewerb genauso vorenthalten wie 1987, als sie erneut englischer Meister wurden. Seitdem hat Everton nur noch 1995 unter Joe Royle den FA Cup gewonnen. Als Viertplatzierter der Saison 2004/05 unter dem Trainer David Moyes schnitten sie erstmals nach 20 Jahren eine Spielzeit in der Tabelle höher ab als der Lokalrivale FC Liverpool.

### Der Nordosten
Der Nordosten Englands hat einige aufregende Phasen im Fußball erlebt, wobei dies zumeist schon einige Zeit zurückliegt.
Der AFC Sunderland ist der größte Verein aus dem Nordosten Englands. Sie haben fünf Meisterschaften gewonnen, obwohl die letzte aus dem Jahr 1935 datiert ist. Zwischen 1888 und 1958 war Sunderland permanent in der obersten Spielklasse, bevor der Abstieg in die zweite Liga hingenommen werden musste. Seitdem ist Sunderland mit wechselhaftem Erfolg unterwegs und war 1973 an einer der größten Überraschungen beteiligt, als man als Zweitligateam den FA Cup gewann und dabei Leeds United mit 1:0 bezwang. Bob Stokoe wurde damit zu einem der bekanntesten englischen Trainer. Sunderlands Tiefpunkt fand 1987 statt, als sie als Drittletzter der zweiten Liga und der anschließenden Niederlage in den Playoffspielen erstmals in der Geschichte in die Third Division absteigen mussten. Nach nur einem Jahr kehrten sie in die Second Division zurück und nach zwei weiteren Jahren konnten sie das Comeback in der höchsten Spielklasse feiern, nachdem sie zuvor zwar im Kampf um den Aufstieg gegen Swindon Town unterlegen waren, aber davon profitierten, dass dem Gegner die Lizenz für die erste Liga aufgrund von finanziellen Problemen verweigert wurde. Nach nur einer Spielzeit stieg Sunderland wieder ab und neben einer Finalteilnahme im FA Cup 1992 war die erste Hälfte der 1990er Jahre problematisch, als innerhalb kürzester Zeit eine Reihe von Trainer kam und ging. Peter Reid übernahm den Verein 1996, als der Verein kurz zuvor als Zweitligameister wieder in die Premier League aufgestiegen war. Dem direkten erneuten Abstieg folgte zwei Jahre danach wieder ein Aufstieg als Meister der Division One. Es folgten zwei bemerkenswerte Spielzeiten, als der Verein sowohl 2000 als auch 2001 die Liga als Siebtplatzierter abschloss. Es folgte ein Einbruch und nach dem nur knapp erzielten Klassenerhalt folgte der Abstieg als das schlechteste Team in der Geschichte der Premier League mit nur 19 Punkten bei vier Siegen und 21 Toren. Die vergleichsweise lange Zeit von Reid als Trainer war damit zu Ende und Howard Wilkinson übernahm die Mannschaft nur über einen Zeitraum von fünf Monaten. Im März 2003 übernahm Mick McCarthy den Trainerposten. Er verjüngte das demoralisierte Team deutlich und seine Arbeit zahlte sich 2005 durch die Rückkehr in die Premier League aus, als man die neueingerichtete Football League Championship als Meister verließ. Das erneute Comeback in der obersten Spielklasse gestaltete sich jedoch sehr unglücklich und der AFC Sunderland stieg mit nur 15 Punkten aus 38 Spielen erneut in die Zweitklassigkeit ab. In der Saison 2006/07 stieg Sunderland wieder auf und spielt seitdem dauerhaft in der Premier League. Zwischen 1899 und 1997 spielte Sunderland im historischen Roker Park. Nun sind sie im Stadium of Light zuhause, welches zum Zeitpunkt seiner Erbauung das größte Fußballstadion nach der Maine-Road-Spielstätte von Manchester City war, das 1923 erstellt wurde.
Newcastle United ist ein weiterer großer Verein aus dem Nordosten. Sie gewannen zuletzt 1927 die englische Meisterschaft und obwohl sie ernsthafte Titelaspiranten in den Spielzeiten 1995/96 sowie 1996/97 waren, verfehlten sie jeweils den zweiten Meistertitel. In der Saison 1995/96 waren sie bereits mit einem deutlichen Vorsprung ausgestattet, verspielten diesen jedoch und mussten Manchester United in der Tabelle an sich vorbeiziehen lassen. Die letzte große Trophäe, die in den heimischen St. James’ Park geholt werden konnte, war 1969 der UEFA-Pokal und seit dem Gewinn des FA Cups 1955 holte der Verein keinen weiteren Titel in England. Trotzdem war Newcastle von 1993 bis 2009 permanent in der ersten Liga vertreten und beschäftigte einige große Spieler wie Alan Shearer, David Ginola, Les Ferdinand, Faustino Asprilla, Jermaine Jenas und Michael Owen. Im Jahr 1996 wurde der damals gültige Ablöserekord gebrochen, als Newcastle Shearer für 15 Millionen britische Pfund von den Blackburn Rovers verpflichtete. In der Saison 2008/09 allerdings stieg Newcastle ab.
Der FC Middlesbrough ist der dritte große englische Verein im Nordosten. Zumeist hielt er sich in seiner Fußballgeschichte in den beiden obersten Ligen auf. Im Jahr 1986 musste der Verein erstmals den Weg in die dritte Liga antreten und stand kurz vor dem finanziellen Kollaps. Er wurde jedoch von einem neuen Besitzer gerettet, der das Fundament für eine neue Ära in Teesside legte. Nur Monate nach dem faktischen Bankrott stieg Middlesbrough wieder in die zweite Liga auf und konnte nur ein Jahr später in die Eliteklasse zurückkehren. Obwohl sie direkt danach wieder abstiegen, erlebte der Verein im Ayresome Park ein Comeback wie Phönix aus der Asche. Middlesbrough war Gründungsmitglied der 1992 neu entstandenen Premier League, in deren ersten Spielzeit sie jedoch abstiegen. Sie kehrten dorthin 1995 als Zweitligameister unter dem neuen Trainer Bryan Robson zurück und verabschiedeten sich damit aus dem Ayresome Park, um das neue Riverside Stadium zu beziehen. Es gelang Robson, hochkarätige internationale Spitzenspieler zu dem Verein zu lotsen, unter denen sich auch mit Branco, Emerson und Juninho Paulista drei Brasilianer befanden. Der italienische Angreifer Fabrizio Ravanelli war ebenfalls eine spektakuläre Neuverpflichtung. Dessen ungeachtet stieg der Verein zum Ende der Saison 1996/97 erneut ab, was auch durch einen 3-Punkte-Abzug verursacht wurde, der von der FA verhängt wurde, nachdem Middlesbrough im Dezember kurzerhand und eigenmächtig ein Spiel gegen Blackburn verschoben und dies mit dramatischen Personalproblemen aufgrund von Verletzungen und Krankheiten begründet hatte. Im gleichen Jahr verlor Middlesbrough die beiden englischen Pokalfinalspiele. Middlesbrough stieg 1998 wieder in die Premier League auf und war dort bis zur Saison 2008/09 vertreten. Unter Trainer Steve McClaren gewann Boro 2004 mit dem League Cup den ersten Titel des Vereins und sicherte sich einen Platz im UEFA-Pokal. Nachdem der Verein die Saison 2004/05 mit dem siebten Platz abgeschlossen hatte, erreichte er zweitmalig und in Folge die Qualifikation zum UEFA-Pokal und gelangte dort sogar ins Endspiel, wo man sich in Eindhoven jedoch mit 0:4 dem FC Sevilla geschlagen geben musste. Danach ging es für den Verein stetig bergab, was mit dem Abstieg 2008/09 endete.

### Yorkshire
Der populärste Verein in Yorkshire ist Leeds United. Weitere bekannte Klubs der Region sind Sheffield United, Sheffield Wednesday, FC Barnsley, Bradford City, Doncaster Rovers und Hull City. Letzteres ist das momentan einzige in der Premier-League vertretene Team, das in der Saison 2008/09 erstmals in die Erstklassigkeit aufsteigen konnte. Die populären Vereine Leeds United und Sheffield United sind zurzeit nur in unteren Ligen vertreten.

### Erfolgreiche Kleinstadtvereine
Die Blackburn Rovers, aus Blackburn in Lancashire stammend, stellen einen der berühmtesten Vereine in der Geschichte des englischen Fußballs dar. Im späten 19. Jahrhundert und bis zum Ersten Weltkrieg waren die Rovers mehrfacher englischer Meister und FA-Cup-Sieger. Mit dem FA-Cup-Gewinn im Jahr 1928 beendeten sie eine erfolgreiche Periode und bewegten sich in den nächsten 40 Jahren zwischen den ersten beiden Spielklassen, ohne größere Ambitionen zu zeigen, einen Titel zu gewinnen, abgesehen von der FA-Cup-Finalteilnahme 1960. In den 1970er Jahren pendelte Blackburn dann zwischen der zweiten und dritten Liga und war in den gesamten 1980er Jahren in der zweiten Liga vertreten. 1991 übernahm dann der Stahlfabrikant Jack Walker den Verein und leitete eine neue Ära ein. Walker bot Kenny Dalglish, ehemaliger Trainer des FC Liverpool, im Falle der sportlichen Leitung ein offenes Scheckbuch an und in nur wenigen Jahren waren die Rovers mit einer Vielzahl von Spitzenfußballern zurück in der Premier League, darunter Graeme Le Saux, Alan Shearer, Chris Sutton und Stuart Ripley. Ein Traum wurde dann 1995 wahr, als Blackburn nach 1914 wieder die englische Meisterschaft gewinnen konnte. Diesen Erfolg konnten Dalglishs Nachfolger Ray Harford, Roy Hodgson und Bryan Kidd jedoch nicht fortführen und die Rovers stiegen 1999 aus der Premier League ab. Sie kehrten zwei Jahre danach unter Graeme Souness und mit einem Sieg im League Cup zurück. Bis zum Ende der Saison 2011/12 spielten die Rovers kontinuierlich in der Premier League.
Ipswich Town, ansässig in Ipswich inmitten der Grafschaft Suffolk, war das beste Aufsteigerteam, das in der Saison 1961/62 unter dem Trainer Alf Ramsey die englische Meisterschaft gewann und somit alle Experten, die einen etablierten Verein als Titelträger erwarteten, täuschte. Als Ramsey dann den Verein verließ, um die englische Nationalmannschaft zu betreuen und sie zum Weltmeisterschaftstitel zu führen, rutschte Ipswich wieder zurück in die zweite Liga. In den 1970er Jahren kehrten sie unter dem später ebenfalls als Nationalmannschaftscoach aktiven Bobby Robson in die erste Liga zurück. Ipswich Town gewann 1978 den FA Cup und 1981 den UEFA-Pokal, bevor Robson 1982 das englische Team übernahm und damit einen neuen Niedergang, wie bereits 20 Jahre zuvor, einleitete. Im Jahr 1986 stieg Ipswich in die zweite Liga ab und kehrte zur Gründung der Premier League zurück. Nach dem Abstieg 1995 kehrte Ipswich nach drei Niederlagen in den Playoff-Runden zuvor im vierten Versuch nach Ende der Saison 1999/2000 unter dem neuen Trainer George Burley zurück. Nach dem fünften Platz als Aufsteiger und der damit verbundenen Qualifikation zum UEFA-Pokal wurde Burley für diese Leistung als Trainer des Jahres in England gekürt. Es folgte ein Rückschlag, indem der Verein nach der Spielzeit 2001/02 absteigen musste, aber ein Trostpflaster in Form eines UEFA-Cup-Platzes erhielt, nachdem die UEFA den Verein über die Fair-Play-Wertung am Wettbewerb hatte teilnehmen lassen. Seit dieser Zeit spielt Ipswich in der jeweiligen zweiten Liga.
Der FC Burnley aus Burnley in Lancashire war 1960 englischer Meister, spielte aber seit den 1970er Jahren außerhalb der ersten Liga. Die Negativserie hielt in den 1980er Jahren an und hatte in dem Abstieg in die vierte Liga 1985 seinen Tiefpunkt und wurde in den zwei darauffolgenden Jahren fast unterboten, als der Verein die Zugehörigkeit zur Football League über den Klassenerhalt dort nur knapp sichern konnte. Als sie 1992 die vierte Liga als Erste abschlossen, waren sie neben den Wolves das zweite Team, das alle vier Klassen der Football League gewann. Burnley absolvierte die nächsten acht Spielzeiten in der dritten Liga (damals: Division Two), bevor 2000 der Sprung in die zweite Liga (Division One) gelang. In dieser Liga haben sie in den darauffolgenden Jahren gespielt und wurden dabei zunächst von Stan Ternent und anschließend von Steve Coterill trainiert. Zur Saison 2005/06 wurde der Aufstieg in die Premier League als Ziel formuliert und der Verein verfügte nach Expertenmeinung über einen entsprechend wettbewerbsfähigen Spielerkader. Am Ende der Spielzeit musste das Team als 17. jedoch froh sein, nicht abgestiegen zu sein. In der Saison 2008/09 gelang dem FC Burnley, nachdem sie knapp einen direkten Aufstiegsplatz in die Premier League verpasst hatten, nach Siegen gegen den FC Reading und Sheffield United in den Playoffs doch noch der Aufstieg in die höchste englische Spielklasse.
Der Verein Wigan Athletic aus Wigan in Lancashire ist im Besitz des früheren Blackburn Rovers-Spielers und Inhabers der JJB-Sportkette Dave Whelan. Sie spielen nach dem Aufstieg der Saison 2004/05 erstmals in der Premier League. Wigan Athletic wurde 1978 Mitglied der Football League und verbrachte die nächste 25 Jahre in den Niederungen der Football-League-Klassen, bis ihnen 2003 der Aufstieg in die zweite Liga und nur zwei Jahre später unter dem Trainer Paul Jewell der Aufstieg in die Eliteklasse als Vizemeister hinter Sunderland gelang. In der Premier League führte sich der Neuling äußerst gut ein und konnte neben einem komfortablen zehnten Tabellenplatz auch das Endspiel im englischen Ligapokal erreichen, das sie jedoch deutlich mit 0:4 gegen Manchester United verloren. Wigan konnte seitdem in jeder Saison die Klasse halten.
Die Bolton Wanderers sind ein Verein aus dem Nordwesten Englands. Der viermalige FA-Cup-Sieger spielte nach mehreren Auf- und Abstiegen von 2001 bis 2012 dauerhaft in der Premier-League.
Der FC Portsmouth, der an der englischen Südküste angesiedelt ist, war zweimaliger englischer Meister (1949 und 1950) sowie zweimaliger FA-Cup-Sieger. Seit dem Aufstieg 2002/03 spielt man bis 2010 in der Premier League. Der letzte große Erfolg ist der FA-Cup-Sieg aus der Saison 2007/08 gegen Cardiff City.

## Die englische Fußballnationalmannschaft
Die englische Fußballnationalmannschaft bestritt 1872 das allererste internationale Fußballspiel. Der größte Triumph war der Gewinn der Fußball-Weltmeisterschaft 1966 im eigenen Land (siehe auch: Wembley-Tor).
Sven-Göran Eriksson war seit Anfang 2001 Trainer der englischen Fußballnationalmannschaft. Bei den Europameisterschaften war England bisher siebenmal vertreten und bei den Weltmeisterschaften war die Mannschaft bereits dreizehnmal dabei. Sie konnte jedoch nur einmal bei der Weltmeisterschaft 1966 im eigenen Land den Titel holen. Nach der Weltmeisterschaft 2006 in Deutschland folgte ab August 2006 Steve McClaren Eriksson im Amt des Nationaltrainers nach. Ab 2007 bis 2012 trainierte Fabio Capello die Mannschaft. Doch aufgrund der Degradierung des damaligen Kapitäns John Terry seitens der FA legte Capello sein Amt nieder. Inzwischen trainiert Gareth Southgate die Three Lions.
Die englische Mannschaft gilt bei internationalen Wettbewerben stets als Mitfavorit, allerdings schaffte sie es nicht, sich für die EM 2008 zu qualifizieren, da sie in der Qualifikationsrunde nicht unter den ersten beiden ihrer Gruppe kamen (1. Kroatien/2. Russland), was den ohnehin umstrittenen Trainer McClaren endgültig sein Amt kostete.
Den "Three Lions" wird allerdings eine Elfmeterschwäche nachgesagt. Das ist das Ergebnis von verlorenen Elfmeterduellen bei den Europameisterschaften 2004 (Halbfinale gegen Portugal), 1996 (Halbfinale gegen Deutschland) und 2012 (Viertelfinale gegen Italien), sowie den Weltmeisterschaften 1990 (Halbfinale gegen Deutschland), 1998 (Achtelfinale gegen Argentinien) und 2006 (Viertelfinale gegen Portugal). Erst bei der Weltmeisterschaft 2018 gewannen sie ein Elfmeterschießen (Achtelfinale gegen Kolumbien).

### Teilnahme Englands an der Fußball-Europameisterschaft
England war bisher einmal (1996) Gastgeber der Fußball-Europameisterschaft. Zudem wurden bei der Europameisterschaft 2021 mehrere Partien im Londoner Wembley-Stadion ausgetragen, darunter die beiden Halbfinalspiele und das Finale.
- 3. EM 1968 in Italien / 3. Platz
- 6. EM 1980 in Italien / Vorrunde
- 8. EM 1988 in Deutschland / Vorrunde
- 9. EM 1992 in Schweden / Vorrunde
- 10. EM 1996 in England / 3. Platz
- 11. EM 2000 in den Niederlanden und Belgien / Vorrunde
- 12. EM 2004 in Portugal / Viertelfinale
- 14. EM 2012 in der Ukraine und Polen / Viertelfinale
- 15. EM 2016 in Frankreich / Achtelfinale
- 16. EM 2021 in Europa / Finale

### Teilnahme Englands an der Fußball-Weltmeisterschaft
England war bisher einmal (1966) Gastgeber der Fußball-Weltmeisterschaft.
- 4. WM 1950 in Brasilien / Vorrunde
- 5. WM 1954 in der Schweiz / Viertelfinale
- 6. WM 1958 in Schweden / Vorrunde
- 7. WM 1962 in Chile / Viertelfinale
- 8. WM 1966 in England / Weltmeister
- 9. WM 1970 in Mexiko / Viertelfinale
- 12. WM 1982 in Spanien / Zwischenrunde
- 13. WM 1986 in Mexiko / Viertelfinale
- 14. WM 1990 in Italien / Halbfinale
- 16. WM 1998 in Frankreich / Achtelfinale
- 17. WM 2002 in Japan und Südkorea / Viertelfinale
- 18. WM 2006 in Deutschland / Viertelfinale
- 19. WM 2010 in Südafrika / Achtelfinale
- 20. WM 2014 in Brasilien / Vorrunde
- 21. WM 2018 in Russland / Vierter Platz

## Frauenfußball
Auch wenn es seit über 100 Jahren Frauenfußball in England gibt, wurde der Sport erst in den 1990er Jahren populär. Wie in vielen anderen Ländern steigt die Zahl der Spielerinnen kontinuierlich an. Erst in der jüngeren Vergangenheit erreichte der Sport ernsthaftere Aufmerksamkeit durch Fernsehübertragungen, so z. B. durch das Finale im FA Women’s Cup, internationale Spiele, die in größeren Stadien stattfanden und auf eine andere Weise über die britische Komödie Kick It Like Beckham. Höhepunkt dieser Entwicklung war die Ausrichtung der Frauenfußball-Europameisterschaft 2005 durch den englischen Verband.

### Geschichte

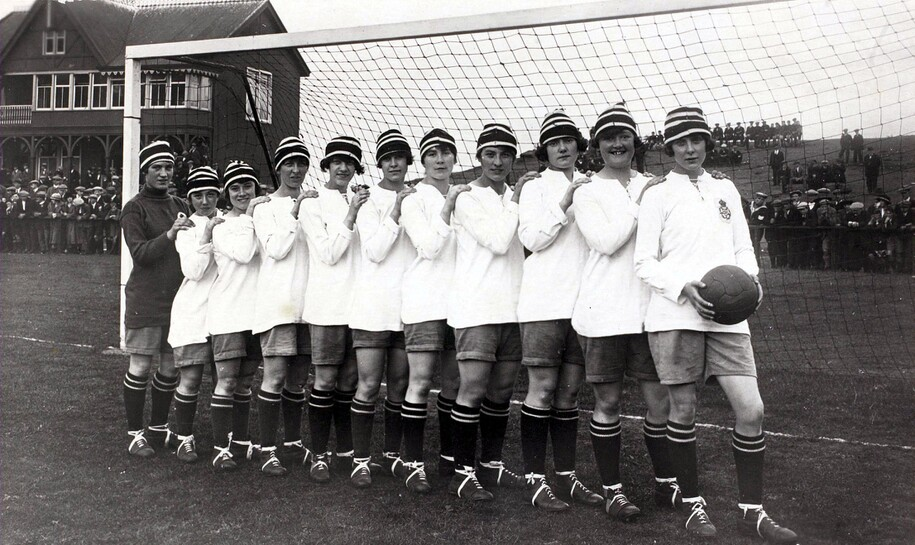
Das Fußballteam der Dick Kerr’s Ladies aus Preston

Einen ersten Boom erlebte der englische Frauenfußball in der Zeit vom Ersten Weltkrieg bis Ende 1921. Insbesondere das Team der Dick Kerr’s Ladies aus Preston lockte Zehntausende Zuschauer in die Stadien. Am 26. Dezember 1920 spielte das Team im Goodison Park in Liverpool vor 53.000 Zuschauern. Über 10.000 weitere Zuschauer mussten nach Hause geschickt werden, weil das Stadion ausverkauft war.
Am 5. Dezember 1921 verbot die Football Association die Austragung von Frauenfußballspielen auf den Plätzen der der FA angeschlossenen Vereine. Offiziell führte die FA zwei Gründe für ihre Entscheidung an: Zum einen war man der Meinung, dass Frauen physisch nicht für das Fußballspiel geeignet wären. Zum anderen wurde behauptet, dass die Frauen durch das Fußballspielen ihre Gebärfähigkeit riskieren würden.
Erst Anfang der 1970er Jahre wurde das Verbot aufgehoben. 1971 wurde bereits erstmals ein Pokalsieger ermittelt. 1991 kamen die nationale Liga und der Ligapokal dazu.

### Vereine
Frauenfußball wird in England in der Regel in rechtlich eigenständigen Vereinen gespielt, die mit Männerfußballvereinen assoziiert sind. So firmieren beispielsweise die Frauen von Arsenal London als „Arsenal Ladies Football Club“ (kurz: Arsenal LFC). Unabhängige Frauenfußballvereine, wie es sie in Deutschland vielfach gibt, sind eine Seltenheit.
Die Vereinsmannschaften gehören zur europäischen Spitzengruppe. Im UEFA Women’s Cup erreichten die englischen Vertreter bisher jedes Mal mindestens das Viertelfinale. In der Saison 2006/07 erreichte Arsenal London als erste englische Mannschaft das Finale. Im April 2007 gewann die Mannschaft gegen den schwedischen Meister Umeå IK in 2 Spielen mit 1:0 und 0:0.

### Ligen
Die Spitze des englischen Ligensystems im Frauenfußball nimmt die FA Women’s Super League ein.
Schematisch sieht die Ligenpyramide wie folgt aus:
| Stufe | Stufe | Liga                                                   | Liga                                                   | Liga                                                   | Liga                                                   | Liga                                                   | Liga                                                   | Liga                                                   | Liga                                                   | Liga                                                   | Liga                                                   | Liga                                                   | Liga                                                   | Liga                                                   | Liga                                                   | Liga                                                   | Liga                                                   | Liga                                 | Liga                                 |
| 1     | 1     | FA Women’s Super League 8 Vereine                      | FA Women’s Super League 8 Vereine                      | FA Women’s Super League 8 Vereine                      | FA Women’s Super League 8 Vereine                      | FA Women’s Super League 8 Vereine                      | FA Women’s Super League 8 Vereine                      | FA Women’s Super League 8 Vereine                      | FA Women’s Super League 8 Vereine                      | FA Women’s Super League 8 Vereine                      | FA Women’s Super League 8 Vereine                      | FA Women’s Super League 8 Vereine                      | FA Women’s Super League 8 Vereine                      | FA Women’s Super League 8 Vereine                      | FA Women’s Super League 8 Vereine                      | FA Women’s Super League 8 Vereine                      | FA Women’s Super League 8 Vereine                      | FA Women’s Super League 8 Vereine    | FA Women’s Super League 8 Vereine    |
| 2     | 2     | FA Women’s Super League 2 10 Vereine                   | FA Women’s Super League 2 10 Vereine                   | FA Women’s Super League 2 10 Vereine                   | FA Women’s Super League 2 10 Vereine                   | FA Women’s Super League 2 10 Vereine                   | FA Women’s Super League 2 10 Vereine                   | FA Women’s Super League 2 10 Vereine                   | FA Women’s Super League 2 10 Vereine                   | FA Women’s Super League 2 10 Vereine                   | FA Women’s Super League 2 10 Vereine                   | FA Women’s Super League 2 10 Vereine                   | FA Women’s Super League 2 10 Vereine                   | FA Women’s Super League 2 10 Vereine                   | FA Women’s Super League 2 10 Vereine                   | FA Women’s Super League 2 10 Vereine                   | FA Women’s Super League 2 10 Vereine                   | FA Women’s Super League 2 10 Vereine | FA Women’s Super League 2 10 Vereine |
| 3     | 3     | FA Women’s Premier League Northern Division 12 Vereine | FA Women’s Premier League Northern Division 12 Vereine | FA Women’s Premier League Northern Division 12 Vereine | FA Women’s Premier League Northern Division 12 Vereine | FA Women’s Premier League Northern Division 12 Vereine | FA Women’s Premier League Northern Division 12 Vereine | FA Women’s Premier League Northern Division 12 Vereine | FA Women’s Premier League Northern Division 12 Vereine | FA Women’s Premier League Southern Division 12 Vereine | FA Women’s Premier League Southern Division 12 Vereine | FA Women’s Premier League Southern Division 12 Vereine | FA Women’s Premier League Southern Division 12 Vereine | FA Women’s Premier League Southern Division 12 Vereine | FA Women’s Premier League Southern Division 12 Vereine | FA Women’s Premier League Southern Division 12 Vereine | FA Women’s Premier League Southern Division 12 Vereine |                                      |                                      |
| 4     | 4     | WPL Northern Division 1 12 Vereine                     | WPL Northern Division 1 12 Vereine                     | WPL Northern Division 1 12 Vereine                     | WPL Northern Division 1 12 Vereine                     | WPL Midlands Division 1 12 Vereine                     | WPL Midlands Division 1 12 Vereine                     | WPL Midlands Division 1 12 Vereine                     | WPL Midlands Division 1 12 Vereine                     | WPL South West Division 1 12 Vereine                   | WPL South West Division 1 12 Vereine                   | WPL South West Division 1 12 Vereine                   | WPL South West Division 1 12 Vereine                   | WPL South East Division 1 12 Vereine                   | WPL South East Division 1 12 Vereine                   | WPL South East Division 1 12 Vereine                   | WPL South East Division 1 12 Vereine                   |                                      |                                      |
| 5     | 5     | Women’s Regional Football Leagues                      | Women’s Regional Football Leagues                      | Women’s Regional Football Leagues                      | Women’s Regional Football Leagues                      | Women’s Regional Football Leagues                      | Women’s Regional Football Leagues                      | Women’s Regional Football Leagues                      | Women’s Regional Football Leagues                      | Women’s Regional Football Leagues                      | Women’s Regional Football Leagues                      | Women’s Regional Football Leagues                      | Women’s Regional Football Leagues                      | Women’s Regional Football Leagues                      | Women’s Regional Football Leagues                      | Women’s Regional Football Leagues                      | Women’s Regional Football Leagues                      | Women’s Regional Football Leagues    | Women’s Regional Football Leagues    |
| 6     | 6     | Ligen auf Countyebene 1                                | Ligen auf Countyebene 1                                | Ligen auf Countyebene 1                                | Ligen auf Countyebene 1                                | Ligen auf Countyebene 1                                | Ligen auf Countyebene 1                                | Ligen auf Countyebene 1                                | Ligen auf Countyebene 1                                | Ligen auf Countyebene 1                                | Ligen auf Countyebene 1                                | Ligen auf Countyebene 1                                | Ligen auf Countyebene 1                                | Ligen auf Countyebene 1                                | Ligen auf Countyebene 1                                | Ligen auf Countyebene 1                                | Ligen auf Countyebene 1                                | Ligen auf Countyebene 1              | Ligen auf Countyebene 1              |
| 7     | 7     | Ligen auf Countyebene 2                                | Ligen auf Countyebene 2                                | Ligen auf Countyebene 2                                | Ligen auf Countyebene 2                                | Ligen auf Countyebene 2                                | Ligen auf Countyebene 2                                | Ligen auf Countyebene 2                                | Ligen auf Countyebene 2                                | Ligen auf Countyebene 2                                | Ligen auf Countyebene 2                                | Ligen auf Countyebene 2                                | Ligen auf Countyebene 2                                | Ligen auf Countyebene 2                                | Ligen auf Countyebene 2                                | Ligen auf Countyebene 2                                | Ligen auf Countyebene 2                                | Ligen auf Countyebene 2              | Ligen auf Countyebene 2              |
| 8     | 8     | Ligen auf Countyebene 3                                | Ligen auf Countyebene 3                                | Ligen auf Countyebene 3                                | Ligen auf Countyebene 3                                | Ligen auf Countyebene 3                                | Ligen auf Countyebene 3                                | Ligen auf Countyebene 3                                | Ligen auf Countyebene 3                                | Ligen auf Countyebene 3                                | Ligen auf Countyebene 3                                | Ligen auf Countyebene 3                                | Ligen auf Countyebene 3                                | Ligen auf Countyebene 3                                | Ligen auf Countyebene 3                                | Ligen auf Countyebene 3                                | Ligen auf Countyebene 3                                | Ligen auf Countyebene 3              | Ligen auf Countyebene 3              |

### Pokalwettbewerbe
Neben der Meisterschaft gibt es drei Pokalwettbewerbe. Der FA Women’s Cup ist der prestigeträchtigste Wettbewerb im englischen Frauenfußball. An diesem Wettbewerb können alle der Football Association angeschlossenen Vereine teilnehmen. Rekordsieger ist Arsenal London und der FC Southampton mit je acht Erfolgen.
Schließlich treffen zu Saisonbeginn der amtierende Meister und der amtierende Pokalsieger im FA Women’s Community Shield aufeinander. Auch hier ist Arsenal London mit drei Siegen Rekordsieger.

### Nationalmannschaft

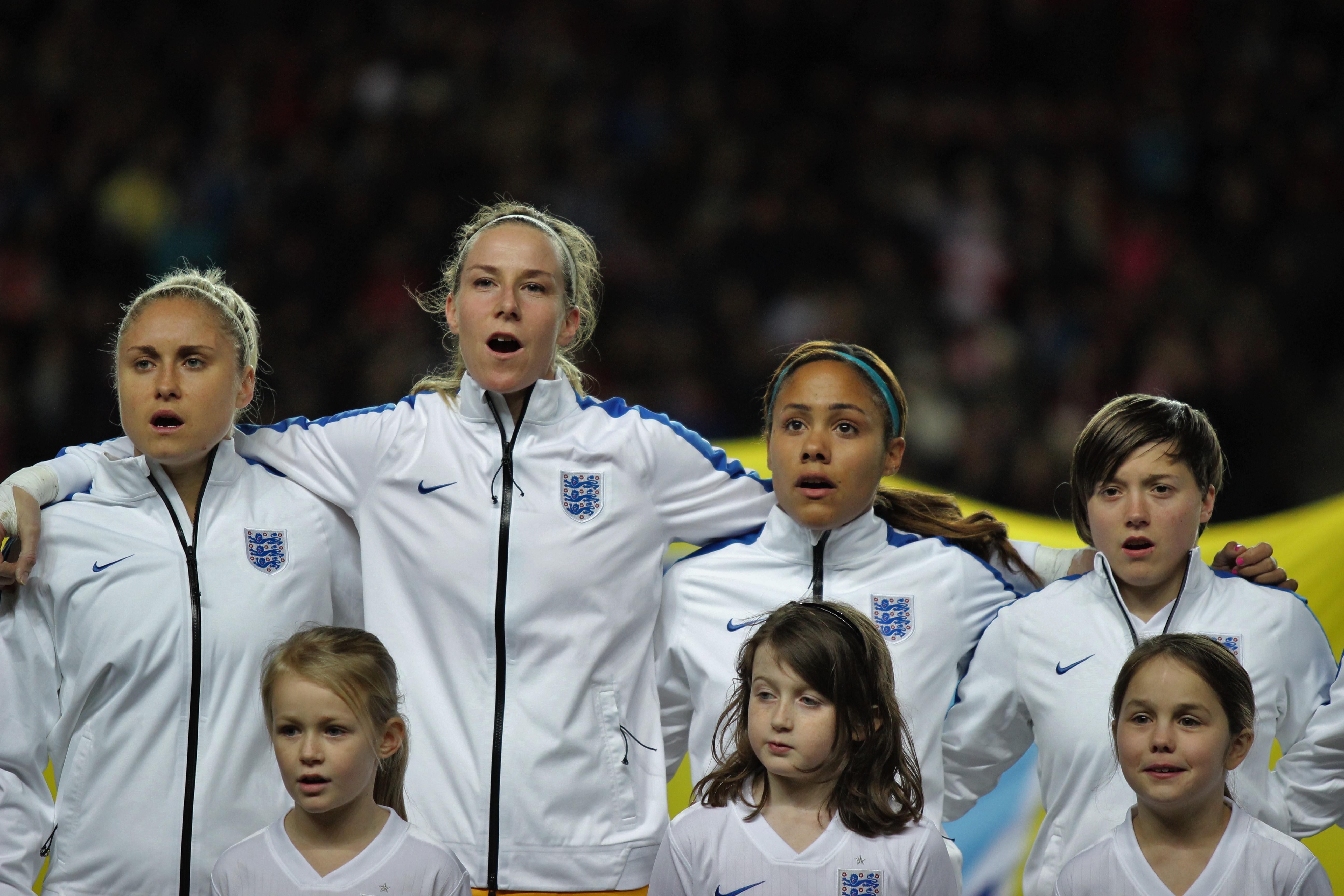
Kapitänin Steph Houghton mit den Spielerinnen Karen Bardsley, Alex Scott und Fran Kirby während des Abspielens der Nationalhymne vor einem Testspiel gegen die USA am 13. Februar 2015

Der größte Erfolg der englischen Auswahl war der zweite Platz bei den Frauenfußball-Europameisterschaften 1984 und 2009 (siehe auch: Englische Fußballnationalmannschaft der Frauen/Europameisterschaften) sowie der dritte Platz bei der WM 2015. Nachdem sie sich 1995 erstmals für eine Weltmeisterschaft qualifiziert hatte, wo die Mannschaft im Viertelfinale gegen Deutschland ausschied, dauerte es bis 2007 zur nächsten Teilnahme, war aber seitdem immer dabei: Während die englische Auswahl 2007 und 2011, wie 1995, im Viertelfinale ausschied, erreichte sie bei den Weltmeisterschaften 2015 und 2019 jeweils das Halbfinale.
Derzeit belegt England in der FIFA-Weltrangliste Rang 8 (Stand: August 2021).

### Trivia
Die 0:57-Niederlage der Burton Brewers gegen Willenhall Town am 4. März 2001 in der Division One North der West Midland Regional Women’s Football League ist wahrscheinlich der britische Rekord für die höchste Niederlage in einem Fußballspiel.

## Schiedsrichter
Die englischen Fußballschiedsrichter und Schiedsrichterassistenten sind über die Schiedsrichter-Organisation Professional Game Match Officials Limited (PGMOL) organisiert, die seit 2001 alle Schiedsrichter für die Select Group nominiert und alle Spielansetzungen für die Premier League, die English Football League (EFL) und die FA-Wettbewerbe festlegt.

## Jenseits des organisierten Sports
Fußball ist in England nicht nur ein Zuschauersport oder eine Domäne für die offiziellen Ligen und Vereine. Er hat als Breitensport eine große Anzahl von Aktiven auf den verschiedensten Ebenen, die auf viele Arten ausgestaltet sind.